# Município de Windham (condado de Portage, Ohio)
O município de Windham (em inglês: Windham Township) é um município localizado no condado de Portage no estado estadounidense de Ohio. No ano de 2010 tinha uma população de 1.865 habitantes e uma densidade populacional de 32,28 pessoas por km².

## Geografia
O município de Windham encontra-se localizado nas coordenadas 41° 12′ 42″ N, 81° 04′ 04″ O. Segundo o Departamento do Censo dos Estados Unidos, o município tem uma superfície total de 57.78 km², da qual 57,62 km² correspondem a terra firme e (0,27 %) 0,16 km² é água.

## Demografia
Segundo o censo de 2010, tinha 1.865 habitantes residindo no município de Windham. A densidade populacional era de 32,28 hab./km². Dos 1.865 habitantes, o município de Windham estava composto pelo 97,59 % brancos, o 1,39 % eram afroamericanos, o 0,11 % eram asiáticos, o 0,38 % eram de outras raças e o 0,54 % eram de uma mistura de raças. Do total da população o 0,8 % eram hispanos ou latinos de qualquer raça.